# Hal David
Hal David (Nova Iorque, 25 de maio de 1921 - Los Angeles, 1 de setembro de 2012) foi um compositor estadunidense.
A maioria de seu trabalho foi feito em parceria com Burt Bacharach, com quem ele compôs canções de sucesso para Gene Pitney nos anos 60.
"Raindrops Keep falling on my Head" ganhou um Oscar pelo filme Butch Cassidy and the Sundance Kid. Don't Make Me Over, Close to You e Walk on By foram incluídas no Hall da Fama do Grammy. What's New Pussycat, Alfie, e The Look of Love também foram indicadas ao Oscar. David inclusive compôs vários sucesso da música country, incluindo To All The Girls I've Loved Before, de Willie Nelson.
David contribuiu com letras para três temas de filmes de James Bond: além de "The Look of Love" de Casino Royale com Bacharach, ele escreveu "We have the time of the world", com John Barry e cantado por Louis Armstrong para o filme de 1969, On Her Majesty's Secret Service, e em 1979, Moonraker, também com Barry, cantado por Shirley Bassey para o filme com o mesmo nome.
De acordo com a Sociedade Americana de Compositores, Autores e Editores, Hal David morreu em Los Angeles de complicações decorrentes de um derrame.

## Entre suas composições mais conhecidas estão
- Raindrops Keep Fallin' on My Head
- This Guy's in Love with You
- Alfie
- Close to You (They Long to Be)
- I'll Never Fall in Love Again
- Do you Know the Way to San Jose
- Walk on By
- What the World Needs Now is Love
- I Say a Little Prayer
- Always Something There to Remind Me
- One Less Bell to Answer
- Anyone Who Had a Heart